# Chlorochaeta syndyas
Chlorochaeta syndyas là một loài bướm đêm trong họ Geometridae.